# Attila in Aquileia
Attila in Aquileja è un'opera in due atti di Giuseppe Persiani, su libretto di Antonio Simeone Sografi. La prima rappresentazione ebbe luogo al Teatro Ducale di Parma nel carnevale del 1827.

## Trama
La vicenda, ambientata durante il sacco di Aquileia del 452, vede come protagonista il duce unno Attila, che concupisce la bella prigioniera Idalia, sposa del re franco Lotario con cui ha già avuto un figlio. L'intricata vicenda è complicata dall'intervento di Onoria, sorella di Valentiniano III, l'imperatore di Roma, innamorata di Attila, ma alla fine il re unno rinuncerà alle sue pretese su Idalia, e procederà nella sua calata in Italia, verso Roma.

## Struttura musicale
- Sinfonia

### Atto I
- N. 1 - Introduzione Chi ci salva?... Chi ci aita?... (Coro, Aniceto, Attila, Idalia)
- N. 2 - Cavatina Dolenti e care immagini (Lotario)
- N. 3 - Duetto Questo è l'acciar di Marte (Attila, Lotario)
- N. 4 - Coro e Aria Frena le belle lagrime - Ditegli ch'io non temo (Idalia, Coro)
- N. 5 - Finale I Alfin ti stringo al core (Lotario, Idalia, Aniceto, Onoria, Gilderico, Attila, Coro)

### Atto II
- N. 6 - Duetto Ecco il sen: ma al primo amore (Idalia, Attila)
- N. 7 - Aria Invan pretendi, audace (Lotario, [Attila], Coro)
- N. 8 - Aria Amici, andiamo... (Aniceto, Coro)
- N. 9 - Aria Finale Come belva digiuna ed ansante (Attila, Coro, [Lotario, Aniceto, Idalia, Onoria])